# Koji Yamamuro
Koji Yamamuro (japonês: 山室光史, Hepburn: Yamamuro Kōji) (Koga, 17 de janeiro de 1989) é um ginasta japonês que compete em provas de ginástica artística.
Representou o Japão em duas edições de Jogos Olímpicos, conquistando a medalha de prata por equipes em Londres 2012 e o ouro no mesmo evento em 2016, no Rio de Janeiro.

## Carreira
Yamamuro se interessou pela ginástica após assistir a uma competição pela televisão e em 2006 já competia na categoria sênior. Em 2010 disputou seu primeiro Campeonato Mundial, em Roterdã, Países Baixos, e ajudou a equipe japonesa a ganhar a medalha de prata. Ainda alcançou a final das argolas, mas ficou em quarto lugar a apenas uma posição de conseguir uma medalha individual. Um ano depois, no Campeonato Mundial de Tóquio, conquistou novamente a medalha de prata por equipes juntamente com os companheiros Kenya Kobayashi, Makoto Okiguchi, Kohei Uchimura, Yusuke Tanaka e Kazuhito Tanaka. Competindo em casa, ainda obteve outras duas medalhas, ambas de bronze, no individual geral e nas argolas.
Nos Jogos Olímpicos de 2012, em Londres, integrou a equipe japonesa com Ryōhei Katō, Uchimura, Yusuke e Kazuhito Tanaka, onde conquistaram a medalha de prata na competição por equipes com uma pontuação final de 271,952, atrás apenas da China. No entanto, durante sua apresentação no salto sobre a mesa ele machucou o tornozelo e teve que retornar ao Japão onde passou por duas cirurgias no pé esquerdo. Ele estava classificado para a final do individual geral, mas devido à lesão não pôde competir e deu lugar para Kazuhito Tanaka.
Quatro anos depois, Yamamuro retornou as Olimpíadas ao ser convocado para os Jogos do Rio Janeiro. Ao lado de Uchimura, Katō, Yusuke Tanaka e Kenzō Shirai conquistou o título olímpico com uma vantagem de quase três pontos para a Rússia, segundo colocada, com Yamamuro competindo no cavalo com alças (13,900) e nas argolas (14,866).